# Nozze di Cana (Luca Giordano)
Le Nozze di Cana  è un dipinto a olio su tela (80,5×100 cm) di Luca Giordano, databile dal 1663 e conservato nel Museo nazionale di San Martino a Napoli.
Il dipinto rimase nel complesso della Certosa di San Martino fino al 1811 quando, dopo la soppressione degli enti ecclesiastici, venne spostato al Real Museo Borbonico. Nel 1950, invece, fu trasferito insieme a tutti i dipinti della pinacoteca al Museo nazionale di Capodimonte, per poi ritornare nel Museo nazionale di San Martino nel 1980.

## Descrizione
La scena raffigura la tramutazione dell'acqua in vino, ovvero primo miracolo di Gesù, in base a quanto testimoniato dal Vangelo secondo Giovanni, compiuto durante un matrimonio a Cana.
Eccezionali e tipici di Giordano sono gli effetti luminosi dell'opera. Il dipinto infatti presenta una pittura sviluppata su un'importante studio del neo-venetismo e su un capolavoro di Rubens, il celebre Banchetto di Erode, oggi alla Scottish National Gallery, il quale sarà ispirazione di molti giovani pittori napoletani, tra cui proprio Giordano. La luce si presenta filiforme e crepuscolare, effetto avvertibile soprattutto nelle architetture dello sfondo. L'opera, infine, richiama la tradizione dei grandi conviti di Paolo Veronese e presenta lo stesso tipo di tela adoperato dai pittori veneti, a grossa trama diagonale.